# Rick Rypien
Rick Joseph Rypien (Blairmore, 16 maggio 1984 – Crowsnest Pass, 15 agosto 2011) è stato un hockeista su ghiaccio canadese, di ruolo attaccante.

## Biografia

### Carriera
Disputò 136 incontri nella NHL (con i Vancouver Canucks, 2005-2011), 156 incontri nella AHL (con i Manitoba Moose, 2004-2008 e 2010-2011) e 188 incontri nella WHL (con i Regina Pats, 2001-2005), prima del passaggio ai Winnipeg Jets, squadra con cui non fece in tempo ad esordire a causa della prematura scomparsa, avvenuta a soli 27 anni, forse per un suicidio.

### La morte improvvisa e prematura
Lunedì 15 agosto 2011, Rick Rypien fu rinvenuto privo di vita nella sua casa di Coleman (Crowsnest Pass), nell'Alberta. La polizia parlò subito di un "evento improvviso, ma non sospetto". La causa del decesso non fu però, per motivi di privacy, resa nota, ma si ipotizzò un suicidio, in quanto l'atleta soffriva da circa dieci anni di depressione. I funerali di Rick Rypien, che si svolsero a Blairmore (nella municipalità di Crowsnest Pass) il 20 agosto 2011, videro la partecipazione di circa un migliaio di persone.